# كلية الآداب (جامعة دمياط)
كلية الآداب بجامعة دمياط أنشئت بالقرار الجمهوري رقم 267 لعام 2006 وقد تم إصدار طابع للكلية بمكتب تنسيق القبول بالجامعات والمعاهد المصرية اعتبارا من العام الجامعي 2006 وقد بدأت الدراسة بالفعل بمقر الكلية لقد مرت كلية الآداب -بدمياط جامعة المنصورة بمراحل عديدة حتى حتى تم إعلانها كلية مستقلة ففي البداية كانت مجموعة من الفصول التابعة لكلية آداب المنصورة وفي ذلك الوقت سميت بفصول آداب-دمياط وكان مقرها كلية الفنون التطبيقية بدمياط وفي ذلك الوقت كانت قادرة على البذل والعطاء فقد خرجت العديد من الدفعات والطلاب الذين خدموا المجتمع إلى أن تم إعلانها كلية مستقلة عن آداب المنصورة بالقرار الجمهوري رقم267 لعام 2006 ومن ثم انتقلت الكلية إلى مقر جديد بجوار كلية الزراعة وفي تلك الفترة قد حدث العديد من الإنجازات والتطورات التي طرأت على مباني الكلية وكذلك التطورات الداخلية من إنشاء المعامل المجهزة والوحدات كوحدة التعليم الإلكتروني، وحدة الجودة.

## أقسام الكلية
- قسم اللغة العربية.
- قسم اللغة الإنجليزية.
- قسم الإعلام.
- قسم التاريخ.
- قسم اللغة الفرنسية.
- قسم الجغرافيا.
- قسم علم الأجتماع.
- قسم الوثائق والمكتبات.
- برنامج نظم المعلومات الجغرافيه وعلوم المساحة والتخطيط
- برنامج متعدد الغات

## وصلات خارجية
- الموقع الرسمي لكلية آداب دمياط
- منتدى كلية أداب دمياط